# Juan García Margallo
Juan García Margallo (Montánchez, Càceres, 12 de juliol de 1839 - Melilla, 28 d'octubre de 1893) fou un militar espanyol.
Com que només era alferes fou destinat a Àfrica (1859), i prengué part en diversos combats a les ordres del general O'Donnell, ascendí al grau de tinent i aconseguí la Creu de Sant Ferran. Més tard fou traslladat a Madrid, i junt amb Vázquez Orcall i d'altres militars amics seus, es trobà amb els esdeveniments ocorreguts el 1866, i per la seva conducta en la repressió d'aquells fets ascendí a capità.
També guerreja a Màlaga el 1869 a les ordres del general Antonio Caballero contra els republicans; prengué part en la guerra civil, després passa a Cuba i allà ascendí a coronel i el 1890 a general de brigada, sent després nomenat governador militar de Melilla.
Atacades les posicions pròximes a la plaça pels rifenys (2 d'octubre de 1893), García Margallo realitzà algunes sortides contra ells amb molt poca fortuna, pel que fou nomenat per a substituir-lo el general Macías y Casado, però abans que aquest arribés, es lliurà un dur combat, perdent en ell la vida aquest desgraciat general.